# Chromi(III) permanganat
Chromi(III) permanganat là một hợp chất vô cơ với công thức hóa học Cr(MnO4)3. Muối này chỉ được biết đến dưới dạng dung dịch màu đỏ trong nước.

## Điều chế và tính chất
Dung dịch Chromi(III) permanganat có thể được điều chế bằng cách cho bari permanganat tác dụng với chromi(III) sulfat.
3Ba(MnO4)2 + Cr2(SO4)3 → 2Cr(MnO4)3 + 3BaSO4↓
Nó rất dễ bị phân hủy sau một vài giờ theo phương trình:
Cr(MnO4)3 → CrO3 + 3MnO2 + O3↑

## Hợp chất khác
Cr(MnO4)3 còn tạo một số hợp chất với NH3, như Cr(MnO4)3·6NH3 là chất rắn màu tím, nổ khi có ma sát, D = 2,26 g/cm³.
Cr(MnO4)3 còn tạo một số hợp chất với CO(NH2)2, như Cr(MnO4)3·6CO(NH2)2 là chất rắn màu tím đen, phân hủy khi đun nóng.